# Kaliapsis
Kaliapsis is een geslacht van sponsdieren uit de klasse van de Demospongiae (gewone sponzen). 

## Soorten
- Kaliapsis cidaris Bowerbank, 1869
- Kaliapsis incrustans (Vacelet & Vasseur, 1971)
- Kaliapsis permollis Topsent, 1890